# Andriana
Andriana là chi thực vật có hoa trong họ Apiaceae.